# George Austen
Pour les articles homonymes, voir Austen et George Austen (1766-1838).

Arbre généalogique de George Austen sur deux générations, de son père William à ses huit enfants.

William George Austen (1731 - 1805) est le père de la romancière Jane Austen. 
Parmi les huit enfants qu'il aura de sa femme Cassandra (née Leigh), on compte également un « amiral de la Flotte », Francis Austen, et un contre-amiral, Charles Austen.  
La mise à la disposition de ses enfants de sa vaste bibliothèque, l'atmosphère gaie et pleine d'humour qui règne dans la famille, et les lectures du soir qu'il fait en famille contribuent largement à la formation littéraire de Jane Austen.

## Biographie
Le Révérend George Austen, diplômé du St John's College de l'université d'Oxford, est responsable des paroisses de Steventon et de Deane. La population réunie des deux villages n'est à l'époque que de 300 habitants, et les deux ne sont distants que d'à peine plus d'un mile.
En 1764, il épouse Cassandra, née Leigh, dont il a huit enfants (six garçons et deux filles, Jane Austen, et Cassandra Elizabeth).
Le couple connait une situation financière difficile (deux ans après son mariage, Mrs Austen ne peut toujours pas s'acheter de vêtements neufs), et George Austen cherche à arrondir ses revenus, tout d'abord en cultivant une petite exploitation (3 acres qu'il détient, auxquels viennent s'ajouter le terrain prêté par Mr Knight, son cousin de Godmersham). Comme les autres pasteurs de l'époque en effet, les revenus de base dont il dispose sont la dîme et la « glèbe », le produit de la terre attachée à son « bénéfice » (tithe and glebe). 
Il joue un rôle considérable dans l'éducation de ses enfants, qui tirent profit de sa vaste bibliothèque (de l'ordre de 500 ouvrages, touchant essentiellement à la littérature et à l'histoire), et, dans une atmosphère gaie et détendue, participent à une vie de famille où les lectures du soir, de romans en particulier, tiennent une grande place dont Jane Austen se souviendra plus tard. 
En novembre 1797, il prend contact avec un éditeur londonien, Thomas Cadell, en cherchant — sans succès — à faire publier un roman de sa fille, First Impressions (devenu l'une des lectures favorites de la famille), que Jane Austen remaniera plus tard pour en faire Pride and Prejudice.
En décembre 1800, le Révérend George Austen décide sans préavis de quitter son ministère à Steventon et de déménager avec sa femme et ses deux filles à Bath, dans le Somerset.
George Austen meurt soudainement le 21 janvier 1805. Sa mort plonge sa veuve et ses deux filles dans une situation financière précaire, que l'aide des frères de Jane Austen (Edward, James, Henry, Frank…) vient cependant résoudre, tout au moins jusqu'à la faillite de la banque de Henry en 1816.

## Enfants
George Austen et sa femme Cassandra Austen, née Leigh ont les huit enfants suivants :
- James Austen (1765 - 1819) ;
- George Austen (1766-1838) ;
- Edward Austen (1767 - 1852) ;
- Henry Austen (1771 - 1850) ;
- Cassandra Austen (1773 - 1845) ;
- Francis Austen (1774 - 1865) ;
- Jane Austen (1775 - 1817) ;
- Charles Austen (1779 - 1852)